# René Girard (football)
Pour les articles homonymes, voir Girard et René Girard (homonymie).
Ne doit pas être confondu avec le footballeur international français des années 1930, René Gérard.
René Girard, né le 4 avril 1954 à Vauvert (Gard), est un footballeur international français, aujourd'hui devenu entraîneur. 
Évoluant au poste de milieu de terrain, il commence sa carrière professionnelle au Nîmes Olympique en 1972. Après huit saisons passées au club sans titre, il rejoint les Girondins de Bordeaux. Brillant en Gironde, il est appelé par Michel Hidalgo pour participer à la Coupe du monde 1982 en Espagne. En 1988, il retrouve son club formateur, le Nîmes Olympique évoluant alors en Division 2. Il connaît une dernière épopée en tant que joueur, en permettant au club de remonter en Division 1 en 1991.
Après deux brèves expériences comme entraîneur à Nîmes en 1992 et en 1994, il faut attendre 1998 pour le revoir sur le banc d'un club professionnel, celui du RC Strasbourg, dont l'expérience tournera court. Il est ensuite recruté par la FFF, d'abord comme entraîneur-adjoint de Roger Lemerre jusqu'en 2002, puis comme entraîneur des moins de 19 ans, des moins de 16 ans 
et des Espoirs jusqu'en 2008. Il rejoint alors le Montpellier Hérault Sport Club, qu'il mène au titre de champion de France en 2012. Après son aventure montpelliéraine, il enchaîne les expériences à la tête du Lille OSC, du FC Nantes et au Wydad Casablanca.
En tant que joueur, il a remporté de nombreux titres. Champion de France à trois reprises en 1984, en 1985 et en 1987 avec les Girondins de Bordeaux, il réalise même le doublé coupe-championnat en 1987 alors qu'il avait déjà remporté la coupe de France la saison précédente. Il est également vainqueur du trophée des champions en 1986.
En tant qu'entraîneur, René Girard n'a qu'un seul titre à son palmarès, celui de champion de France obtenu en 2012 avec Montpellier. Il participe également à la finale de la Coupe de la Ligue en 2011.
Il entraîne en Ligue 2 le Paris FC de janvier 2020 à mai 2021.

## Biographie

### Une jeunesse partagée entre football et petits boulots
C'est à Vauvert, une petite commune du Gard, qu'est né René Girard le 4 avril 1954. Fils d'un employé de mairie et d'une femme de ménage, il vit une adolescence partagée entre les vendanges avec ses parents, les coups de main à son frère qui est carreleur sur les chantiers et son amour pour le ballon rond : « Je travaillais le matin et j'avais entraînement le soir, à 18 heures. Je prenais ma pétrolette pour rentrer sur Nîmes. ». Déjà repéré par le Nîmes Olympique, il profite des pauses déjeuner pour défier son frère avec un ballon « fait de fils de fer et de fines feuilles de papier ».
Déjà bosseur et téméraire dans la vie comme sur le terrain, le Vauverdois véhiculait déjà les mêmes valeurs qu'aujourd'hui : « Moi, je ne suis pas un fainéant. Si je n'avais pas été dans le monde du football, j'aurais été ailleurs et j'aurais bossé. Et ça n'aurait pas été très grave. »

### Ses débuts au Nîmes Olympique

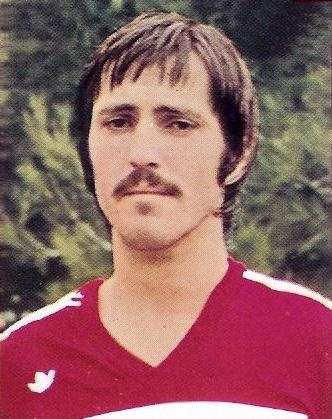
René Girard à Nîmes en 1975.

Repéré par Marcel Rouvière, il rejoint le Nîmes Olympique en 1968. Milieu de terrain défensif accrocheur, originaire de Vauvert, René Girard commence donc sa carrière dans sa région natale, en signant son premier contrat professionnel avec le NO en 1972. Il passe huit saisons avec son club formateur qui évolue alors en Division 1, et après quatre premières saisons où le club joue les trouble-fête dans le haut du classement, les quatre suivantes sont plus délicates, le club gardois étant sur le déclin. C'est ainsi qu'il décide de quitter sa région d'origine pour signer aux Girondins de Bordeaux, club beaucoup plus ambitieux, après avoir tout de même participé à 243 matchs et inscrit 43 buts pour son équipe de cœur.

### Ses grandes années aux Girondins de Bordeaux
Il s'impose alors rapidement comme un joueur incontournable dans le collectif bordelais, et est un des acteurs principaux de la grande période des Girondins de Bordeaux dans les années 1980. Ils remportent en effet trois titres de champion de France, deux coupes de France et se qualifient chaque année pour les coupes d'Europe. Ils manquent d'ailleurs de peu la consécration européenne par deux fois. En 1985, les Girondins de Bordeaux sont battus en demi-finale de la coupe des clubs champions par le Juventus FC de Michel Platini. Puis en 1987, les Girondins de Bordeaux sont éliminés en demi-finale de la coupe des coupes par le Lokomotive Leipzig lors de la séance des tirs au but.
Le 30 avril 1986, ils remportent la Coupe de France de football face à l'Olympique de Marseille qui est en pleine ascension au début des années Bernard Tapie. L'année suivante, Ils remportent le premier doublé des Girondins de Bordeaux en devançant l'Olympique de Marseille de quatre points en championnat et dominant les mêmes Marseillais (2-0) en finale de la coupe de France.
Pendant ces années fastes, les joueurs du club bordelais sont particulièrement observés par les entraîneurs de l'équipe de France. René Girard est ainsi appelé par Michel Hidalgo pour participer à la Coupe du monde 1982, durant laquelle il joue cinq matchs et inscrit un but lors du match pour la troisième place face à la Pologne (2-3) . L'équipe de France s'incline cependant en demi-finale contre l'Allemagne, après prolongations (3-3) aux tirs au but (5 TAB 4), et René Girard observe depuis le banc de touche, l'agression de son partenaire Patrick Battiston par le portier allemand.
Au-delà de ses qualités de récupérateur et de son influence sur l’entrejeu qui sont parmi les qualités qui lui sont attribués, c’est son tempérament sanguin qui forge sa réputation. Il est connu comme le genre de joueur qui ne se déplace pas pour rien et qui laisse plutôt traîner la jambe. Parmi ses autres qualités, le sélectionneur de l'équipe de France retient aussi son sens du tacle, sa pugnacité et son endurance qui en font un joueur complet. Cependant René Girard se vexe souvent lorsque l'on évoque son tempérament rugueux et le fait qu'il était avant tout un joueur « physique ».

« Si on veut retenir que j'étais un joueur engagé, très bien, mais j'étais un milieu qui a mis 50 buts et pas n'importe comment. Des reprises de volée, des retournés... »

— René Girard, So Foot

### Retour au Nîmes Olympique et reconversion
En 1988, après avoir pris part à 280 rencontres et avoir marqué 23 buts avec les Girondins de Bordeaux, il retourne dans le club qui l'a fait connaitre, le Nîmes Olympique. Le club gardois évolue alors en seconde division, et après deux échecs lors des barrages d'accession dans l'élite, René Girard va connaitre une dernière épopée en terminant premier du groupe A de seconde division, synonyme pour le club d'une remontée en première division. Cependant, il décide de prendre sa retraite de joueur professionnel, souhaitant s'arrêter en beauté.
René Girard se reconvertit immédiatement en tant qu'entraîneur et prend la tête du Nîmes Olympique à l'agonie en Division 1. Mais l'expérience est de courte durée, et après plusieurs années de chômage, il semble se résoudre à abandonner le monde du football puisqu'il ouvre un bureau de tabac à Nîmes.

« Ce n'était pas pour rigoler, hein. On était ouverts du lundi matin, à six heures, jusqu'au dimanche midi. »

— René Girard
Profitant de cette période pour passer ses diplômes d'entraîneur, il relance sa carrière au Pau FC en 1996, puis au RC Strasbourg, qu'il sauve de la relégation au printemps 1998. À nouveau sans club durant l'été, il est contacté par son ancien entraîneur bordelais Aimé Jacquet, fraîchement champion du monde et nouveau Directeur technique national qui lui propose d'intégrer la DTN.

### Fédération française de football
Dans la foulée, il devient même l'adjoint du nouveau sélectionneur national Roger Lemerre, poste qu'il occupera durant quatre ans, avec comme point d'orgue la victoire des Bleus à l'Euro 2000. Après la déconfiture de l'équipe de France lors de la Coupe du monde 2002, il quitte son rôle d'adjoint tout en restant à la DTN et se souvient de cette période comme d'un moment fort de sa carrière.

« Tant qu'on l'accepte et qu'on y met du cœur, le rôle d'adjoint n'est pas ingrat, bien au contraire. J'ai vraiment vécu des moments fabuleux »

— René Girard
Après avoir entraîné les sélections des moins de 19 ans et moins de 16 ans, René Girard succède en juillet 2004 à Raymond Domenech en tant que sélectionneur de l'équipe de France espoirs. Après dix ans au sein d'une Fédération française de football qui se trouve sur le déclin, il est remercié « sans explication », dans l'incompréhension la plus totale en 2008.

« Pour des gens qui donnent des leçons de communication... Houllier voulait mettre Mombaerts à ma place. Je suis allé voir les trois intéressés, Escalettes, Houllier et Domenech. Ils savent ce que j'en pense. Quand Houllier m'a emmerdé, je lui ai dit “va te faire...” »

— René Girard, So Foot

### Montpellier HSC

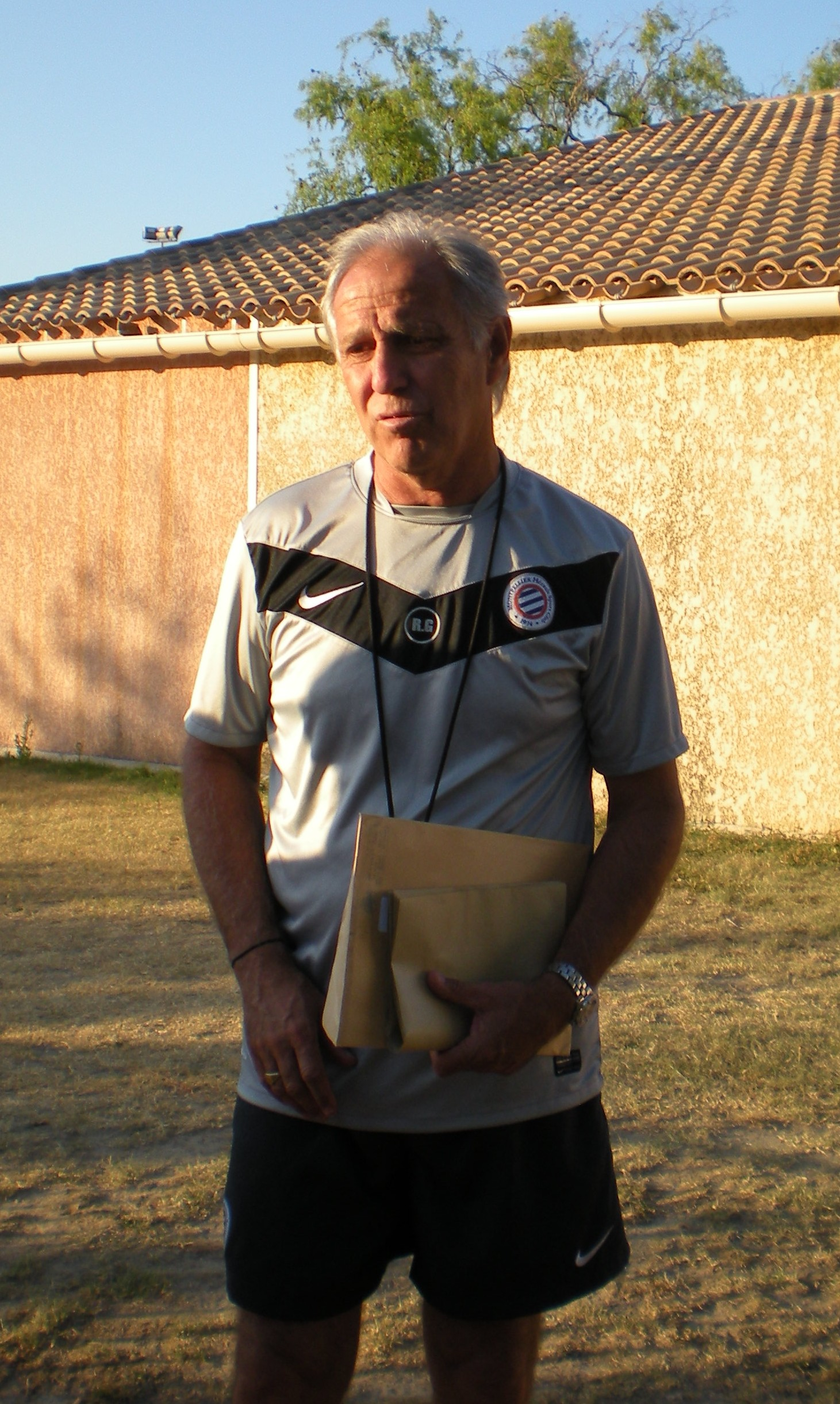
René Girard à Montpellier en juillet 2012.

En juin 2009, il devient l'entraîneur du Montpellier Hérault Sport Club pour le retour du club en Ligue 1 après cinq ans d'absence. Sous sa direction, l'équipe pailladine réalise, de façon tout à fait inattendue, une des meilleures saisons de son histoire en terminant à la cinquième place, se qualifiant ainsi pour la Ligue Europa. Au cours de la saison suivante, il poursuit sa tâche en développant le collectif et en intégrant les jeunes pousses victorieuses de la Gambardella 2009. En championnat, le club se place au niveau de 2009-2010, après un raté en Ligue Europa. Néanmoins, la participation à cette coupe offre un parcours raccourci en Coupe de la Ligue qui aide le club de se hisser jusqu'en finale de cette édition 2010-2011. La défaite face à l'Olympique de Marseille sonne le glas pour une équipe fatiguée, qui dégringole finalement à la 14e place du championnat.
Lors de la saison 2011-2012, le bon travail de René Girard permet à l'équipe qu'il entraîne depuis trois saisons de remporter le titre de champion de France. Il démontre que ses choix sont les bons en faisant pratiquer à ses joueurs un football offensif avec des passes courtes et des petites remises, mais également en leur demandant d'être présent dans les duels et défendre quel que soit leur poste sur le terrain. Il prouve ainsi que le collectif et le travail dans la durée peuvent surpasser les gros moyens de clubs plus fortunés. C'est une saison historique pour le club, avec une équipe qui prend 50 points à domicile, 32 à l'extérieur (meilleur total pour un champion après l'Olympique lyonnais en 2005-2006) et René Girard obtient la reconnaissance de ses pairs en étant élu meilleur entraîneur de Ligue 1 lors des Trophées UNFP du football 2012.

### Lille OSC
Le 14 juin 2013, René Girard est engagé au Lille OSC pour trois saisons. Il y remplace Rudi Garcia parti à l'AS Rome. Sa venue est contestée par certains supporters des dogues.
Sa première saison est pourtant une réussite puisqu'il amène le club à la troisième place du championnat derrière le Paris SG et l'AS Monaco. Le LOSC réalise le troisième meilleur total de points de son histoire (71) grâce notamment à une défense de fer (26 buts encaissés) et un grand gardien (Vincent Enyeama). Il est à nouveau élu meilleur entraîneur de Ligue 1 lors des Trophées UNFP du football 2014.
Le club se qualifie pour le troisième tour préliminaire de la Ligue de champions 2014-2015 où il élimine le Grasshopper Zurich (2-0 1-1) avant de chuter en barrage contre le FC Porto (0-1 0-2), futur quart de finaliste de la compétition. Reversé en Ligue Europa, l'équipe ne parvient pas à sortir de son groupe, battue sèchement 3-0 à domicile par Wolfsburg lors du dernier match décisif.
En mai 2015, après une saison difficile pour Girard (critiques de la part des supporters, des journalistes...), il quitte le nord de la France à un an de la fin de son contrat. Son classement (8e à la fin de la saison), alors que les dirigeants lillois visaient le top 5, est aussi considéré comme une déception. Il est alors remplacé par Hervé Renard.

### FC Nantes
Le 11 mai 2016, le FC Nantes officialise la venue de René Girard pour la saison 2016-2017 au poste d'entraîneur du club, en remplacement de Michel Der Zakarian. Il y paraphe un contrat de deux ans. Celui-ci est rompu le 2 décembre 2016 après une défaite 0-6 face à l'Olympique lyonnais, la pire de l'histoire du club en Ligue 1, alors que le FCN occupe la 19e place du classement.

### Wydad Athletic Club de Casablanca
Le 29 septembre 2018, René Girard s'engage avec le Wydad de Casablanca. Le 13 novembre 2018, il est démis de ses fonctions après avoir passé six semaines sur le banc.

### Paris FC
Le 2 janvier 2020, l'entraîneur est nommé à la tête du Paris FC, alors relégable en Ligue 2. Il y remplace Mécha Baždarević.  Le 18 juin 2021, le club se sépare de son entraîneur au terme d'une saison qui s'est achevée sur une cinquième place de Ligue 2 et un échec en matches de barrages d'accession à la Ligue 1. 

## Statistiques

### En tant que joueur

#### En club
| Saison                | Club                  | Championnat           | Championnat | Championnat | Coupe(s) nationale(s) | Coupe(s) nationale(s) | Supercoupe | Supercoupe | Compétition(s) continentale(s) | Compétition(s) continentale(s) | Compétition(s) continentale(s) | Total | Total |
| Saison                | Club                  | Division              | M.          | B.          | M.                    | B.                    | M.         | B.         | Comp.                          | M.                             | B.                             | M.    | B.    |
| 1972 – 1973           | Nîmes Olympique       | Division 1            | 4           | 0           | -                     | -                     | -          | -          | -                              | -                              | -                              | 4     | 0     |
| 1973 – 1974           | Nîmes Olympique       | Division 1            | 3           | 0           | 1                     | 0                     | -          | -          | -                              | -                              | -                              | 4     | 0     |
| 1974 – 1975           | Nîmes Olympique       | Division 1            | 35          | 5           | -                     | -                     | -          | -          | -                              | -                              | -                              | 35    | 5     |
| 1975 – 1976           | Nîmes Olympique       | Division 1            | 34          | 4           | 2                     | 0                     | -          | -          | -                              | -                              | -                              | 36    | 4     |
| 1976 – 1977           | Nîmes Olympique       | Division 1            | 25          | 3           | 5                     | 1                     | -          | -          | -                              | -                              | -                              | 30    | 4     |
| 1977 – 1978           | Nîmes Olympique       | Division 1            | 34          | 4           | 3                     | 0                     | -          | -          | -                              | -                              | -                              | 37    | 4     |
| 1978 – 1979           | Nîmes Olympique       | Division 1            | 34          | 5           | -                     | -                     | -          | -          | -                              | -                              | -                              | 34    | 5     |
| 1979 – 1980           | Nîmes Olympique       | Division 1            | 34          | 6           | 3                     | 1                     | -          | -          | -                              | -                              | -                              | 37    | 7     |
| 1980 – 1981           | Girondins de Bordeaux | Division 1            | 22          | 1           | 3                     | 1                     | -          | -          | -                              | -                              | -                              | 25    | 2     |
| 1981 – 1982           | Girondins de Bordeaux | Division 1            | 34          | 1           | 6                     | 0                     | -          | -          | C3                             | 3                              | 0                              | 43    | 1     |
| 1982 – 1983           | Girondins de Bordeaux | Division 1            | 20          | 0           | 4                     | 1                     | -          | -          | C3                             | 2                              | 0                              | 26    | 1     |
| 1983 – 1984           | Girondins de Bordeaux | Division 1            | 29          | 2           | 3                     | 1                     | -          | -          | C3                             | 2                              | 1                              | 34    | 4     |
| 1984 – 1985           | Girondins de Bordeaux | Division 1            | 32          | 4           | 2                     | 1                     | -          | -          | C1                             | 7                              | 0                              | 41    | 5     |
| 1985 – 1986           | Girondins de Bordeaux | Division 1            | 31          | 2           | 10                    | 2                     | -          | -          | C1                             | 1                              | 0                              | 42    | 4     |
| 1986 – 1987           | Girondins de Bordeaux | Division 1            | 34          | 2           | 7                     | 0                     | 1          | 0          | C2                             | 8                              | 1                              | 50    | 3     |
| 1987 – 1988           | Girondins de Bordeaux | Division 1            | 38          | 5           | -                     | -                     | 1          | 0          | C1                             | 5                              | 0                              | 44    | 5     |
| 1988 – 1989           | Nîmes Olympique       | Division 2            | 25          | 1           | 3                     | 0                     | -          | -          | -                              | -                              | -                              | 28    | 1     |
| 1989 – 1990           | Nîmes Olympique       | Division 2            | 33          | 1           | 3                     | 0                     | -          | -          | -                              | -                              | -                              | 36    | 1     |
| 1990 – 1991           | Nîmes Olympique       | Division 2            | 34          | 3           | 2                     | 0                     | -          | -          | -                              | -                              | -                              | 36    | 3     |
| Total sur la carrière | Total sur la carrière | Total sur la carrière | 535         | 49          | 57                    | 8                     | 2          | 0          | -                              | 28                             | 2                              | 622   | 59    |

#### En équipe nationale
| Date            | Adversaire           | Score | Compétition         | Lieu                                     | Commentaires                        |
| --------------- | -------------------- | ----- | ------------------- | ---------------------------------------- | ----------------------------------- |
| 14 octobre 1981 | République d'Irlande | 2-3   | Élim. CM 1982       | Lansdowne Road, Dublin, Irlande          | Titulaire                           |
| 24 mars 1982    | Irlande du Nord      | 4-0   | Match amical        | Parc des Princes, Paris, France          | Remplaçant (entre à la 76e minute)  |
| 16 juin 1982    | Angleterre           | 1-3   | Coupe du monde 1982 | Stade San Mamés, Bilbao, Espagne         | Titulaire                           |
| 21 juin 1982    | Koweït               | 4-1   | Coupe du monde 1982 | Stade José Zorrilla, Valladolid, Espagne | Remplaçant (entre à la 84e minute)  |
| 24 juin 1982    | Tchécoslovaquie      | 1-1   | Coupe du monde 1982 | Stade José Zorrilla, Valladolid, Espagne | Remplaçant (entre à la 88e minute)  |
| 28 juin 1982    | Autriche             | 1-0   | Coupe du monde 1982 | Stade Vicente Calderon, Madrid, Espagne  | Remplaçant (entre à la 85e minute)  |
| 10 juillet 1982 | Pologne              | 2-3   | Coupe du monde 1982 | Stade José Rico Pérez, Alicante, Espagne | Titulaire et buteur à la 14e minute |

### En tant qu'entraîneur

#### En club
| Saison                | Club                  | Championnat           | Championnat | Championnat | Championnat | Championnat | Championnat | Championnat | Coupes nationales | Coupes nationales | Coupes nationales | Coupes nationales | Coupes nationales | Coupes nationales | Coupes continentales | Coupes continentales | Coupes continentales | Coupes continentales | Coupes continentales | Coupes continentales | Coupes continentales | Total | Total | Total | Total | Total | Total |
| Saison                | Club                  | Div.                  | M           | V           | N           | D           | Bp          | Bc          | M                 | V                 | N                 | D                 | Bp                | Bc                | Type                 | M                    | V                    | N                    | D                    | Bp                   | Bc                   | M     | V     | N     | D     | Bp    | Bc    |
| --------------------- | --------------------- | --------------------- | ----------- | ----------- | ----------- | ----------- | ----------- | ----------- | ----------------- | ----------------- | ----------------- | ----------------- | ----------------- | ----------------- | -------------------- | -------------------- | -------------------- | -------------------- | -------------------- | -------------------- | -------------------- | ----- | ----- | ----- | ----- | ----- | ----- |
| 11/1991–1992          | Nîmes Olympique       | D1                    | 21          | 4           | 8           | 9           | 15          | 24          | 2                 | 1                 | 1                 | 0                 | 5                 | 3                 | -                    | -                    | -                    | -                    | -                    | -                    | -                    | 23    | 5     | 9     | 9     | 20    | 27    |
| 10/1994–12/1994       | Nîmes Olympique       | D2                    | 9           | 0           | 2           | 7           | 2           | 12          | 1                 | 0                 | 0                 | 1                 | 0                 | 2                 | -                    | -                    | -                    | -                    | -                    | -                    | -                    | 10    | 0     | 2     | 8     | 2     | 14    |
| 1997–01/1998          | Pau FC                | CFA                   | ?           | ?           | ?           | ?           | ?           | ?           | -                 | -                 | -                 | -                 | -                 | -                 | -                    | -                    | -                    | -                    | -                    | -                    | -                    | -     | -     | -     | -     | -     | -     |
| 01/1998 –07/1998      | RC Strasbourg         | D1                    | 13          | 4           | 4           | 5           | 17          | 14          | 2                 | 1                 | 0                 | 1                 | 3                 | 5                 | -                    | -                    | -                    | -                    | -                    | -                    | -                    | 15    | 4     | 4     | 7     | 20    | 19    |
| 2009–2010             | Montpellier HSC       | L1                    | 38          | 20          | 9           | 9           | 50          | 40          | 2                 | 1                 | 0                 | 1                 | 5                 | 7                 | -                    | -                    | -                    | -                    | -                    | -                    | -                    | 40    | 20    | 9     | 11    | 55    | 47    |
| 2010–2011             | Montpellier HSC       | L1                    | 38          | 12          | 11          | 15          | 32          | 43          | 5                 | 3                 | 0                 | 2                 | 5                 | 3                 | C3                   | 2                    | 1                    | 0                    | 1                    | 1                    | 1                    | 45    | 16    | 11    | 18    | 38    | 47    |
| 2011–2012             | Montpellier HSC       | L1                    | 38          | 25          | 7           | 6           | 68          | 34          | 5                 | 3                 | 1                 | 1                 | 10                | 4                 | -                    | -                    | -                    | -                    | -                    | -                    | -                    | 43    | 28    | 8     | 7     | 78    | 38    |
| 2012-2013             | Montpellier HSC       | L1                    | 38          | 15          | 7           | 16          | 54          | 51          | 2                 | 1                 | 0                 | 1                 | 4                 | 4                 | C1                   | 6                    | 0                    | 2                    | 4                    | 6                    | 12                   | 46    | 16    | 9     | 21    | 64    | 67    |
| 2013-2014             | Lille OSC             | L1                    | 38          | 20          | 11          | 7           | 46          | 26          | 5                 | 2                 | 1                 | 2                 | 9                 | 7                 | -                    | -                    | -                    | -                    | -                    | -                    | -                    | 43    | 22    | 12    | 9     | 55    | 33    |
| 2014-2015             | Lille OSC             | L1                    | 38          | 16          | 8           | 14          | 43          | 42          | 4                 | 1                 | 1                 | 2                 | 1                 | 5                 | C1+C3                | 4+6                  | 1+0                  | 1+4                  | 2+2                  | 3+3                  | 4+9                  | 49    | 17    | 14    | 18    | 55    | 33    |
| 2016 - 12/2016        | FC Nantes             | L1                    | 15          | 3           | 4           | 8           | 9           | 24          | 1                 | 1                 | 0                 | 0                 | 2                 | 1                 |                      |                      |                      |                      |                      |                      |                      | 16    | 4     | 4     | 8     | 11    | 25    |
| Total sur la carrière | Total sur la carrière | Total sur la carrière | 303         | 124         | 77          | 102         | 352         | 334         | 29                | 14                | 3                 | 12                | 44                | 41                | -                    | 18                   | 2                    | 7                    | 9                    | 13                   | 26                   | 347   | 139   | 87    | 121   | 403   | 395   |

#### En sélection
| Saison                | Équipe                | Compétitions Européennes | Compétitions Européennes | Compétitions Européennes | Compétitions Européennes | Compétitions Européennes | Compétitions Européennes | Compétitions Européennes | Matchs Amicaux | Matchs Amicaux | Matchs Amicaux | Matchs Amicaux | Matchs Amicaux | Matchs Amicaux | Total  | Total | Total | Total | Total | Total |
| Saison                | Équipe                | Type                     | Matchs                   | V                        | N                        | D                        | Bp                       | Bc                       | Matchs         | V              | N              | D              | Bp             | Bc             | Matchs | V     | N     | D     | Bp    | Bc    |
| --------------------- | --------------------- | ------------------------ | ------------------------ | ------------------------ | ------------------------ | ------------------------ | ------------------------ | ------------------------ | -------------- | -------------- | -------------- | -------------- | -------------- | -------------- | ------ | ----- | ----- | ----- | ----- | ----- |
| 2002 – 2003           | France -19 ans        | QCE 2003 Euro 2003       | 6 3                      | 5 0                      | 1 2                      | 0 1                      | 19 4                     | 1 6                      | 7              | 2              | 3              | 2              | 7              | 5              | 16     | 7     | 6     | 3     | 30    | 12    |
| 2003 – 2004           | France -16 ans        | -                        | -                        | -                        | -                        | -                        | -                        | -                        | 17             | 7              | 3              | 7              | 24             | 23             | 17     | 7     | 3     | 7     | 24    | 23    |
| 2004 – 2005           | France espoirs        | QCE 2006                 | 5                        | 3                        | 1                        | 1                        | 6                        | 4                        | 8              | 5              | 4              | 0              | 16             | 6              | 13     | 8     | 5     | 1     | 22    | 10    |
| 2005 – 2006           | France espoirs        | QCE 2006 Euro 2006       | 5 4                      | 4                        | 1 0                      | 0 1                      | 10 8                     | 3                        | 4              | 3              | 1              | 0              | 8              | 3              | 13     | 11    | 2     | 1     | 26    | 9     |
| 2006 – 2007           | France espoirs        | QCE 2007 QCE 2009        | 4 1                      | 2 0                      | 1                        | 1 0                      | 6 1                      | 3 1                      | 5              | 3              | 0              | 2              | 11             | 5              | 10     | 5     | 2     | 3     | 18    | 9     |
| 2007 – Avril 2008     | France espoirs        | QCE 2009                 | 5                        | 3                        | 1                        | 1                        | 9                        | 4                        | 4              | 1              | 1              | 2              | 6              | 6              | 9      | 4     | 2     | 3     | 15    | 10    |
| Total sur la carrière | Total sur la carrière | Total sur la carrière    | 33                       | 21                       | 8                        | 5                        | 63                       | 25                       | 45             | 21             | 12             | 13             | 72             | 48             | 78     | 42    | 20    | 18    | 135   | 73    |

## Palmarès joueur

### En club
- Champion de France en 1984, en 1985 et en 1987 avec les Girondins de Bordeaux
- Vainqueur de la Coupe de France en 1986 et en 1987 avec les Girondins de Bordeaux
- Vainqueur du Trophée des Champions en 1986 avec les Girondins de Bordeaux
- Vice-champion de France en 1983 et en 1988 avec les Girondins de Bordeaux
- Finaliste du Trophée des Champions en 1985 avec les Girondins de Bordeaux
- Vice-champion de France de Division 2 en 1991 avec le Nîmes Olympique

## Palmarès entraîneur

### En club
- Champion de France en 2012 avec le Montpellier HSC
- Finaliste de la Coupe de la Ligue en 2011 avec le Montpellier HSC

### Avec l'équipe de France
- Champion d'Europe des Nations en 2000 (en tant qu'adjoint)
- Vainqueur de la Coupe des Confédérations en 2001 (en tant qu'adjoint)
- Vainqueur du Tournoi de Toulon 2005 avec les Espoirs

### Distinctions individuelles
- Élu meilleur entraîneur de Ligue 1 en 2012 avec le Montpellier HSC et en 2014 avec le Lille OSC
- Élu entraîneur français de l'année par France Football en 2012 avec le Montpellier HSC